# F1 2012
F1 2012 (o anche Formula 1 2012) è un videogioco di guida prodotto da Codemasters, basato sul Campionato mondiale di Formula 1 2012. È il seguito dei pluripremiati F1 2010 e F1 2011 ed è stato pubblicato il 21 settembre 2012 per PC, PlayStation 3 e Xbox 360 in Europa (18 settembre 2012 in Nord America).
È stato annunciato il 18 marzo 2012 in occasione della prima prova del campionato mondiale 2012 in Australia.

## Modalità di gioco
F1 2012 ha fatto grandi progressi rispetto al gioco precedente.
Ha introdotto una nuova modalità chiamata Test per giovani piloti. Essa è ambientata nel circuito di Abu Dhabi due giorni prima dell'inizio del diciottesimo Gran Premio di Formula 1 del 2011. Una Scuderia scelta da noi ci farà fare alcuni test sul circuito, con l'obiettivo di reclutare un nuovo pilota per la stagione successiva. Dopo aver superato alcuni test, verremo ingaggiati da una Scuderia con cui correremo per il Campionato 2012: si passa così alla modalità Carriera, dalla durata di ben 5 anni. Nuova è anche la modalità Sfida Campione, che ci permetterà di partecipare a sette sfide contro i sei Campioni del Mondo (Raikkonen, Hamilton, Button, Vettel, Alonso, Schumacher e la sfida finale sul circuito delle Americhe di Austin, Texas).
Non sarà più possibile fare un campionato intero controllando un pilota reale, ma solo con il proprio alter ego. I danni sono stati leggermente migliorati: infatti le monoposto da quest'anno possono anche perdere l'alettone posteriore, subire graffi nelle parti laterali e possono anche ribaltarsi dopo forti incidenti. Tuttavia le forature degli pneumatici sono ancora poco realistiche. Ci sono inoltre importanti avanzamenti tecnici (come l'uscita di fumo dopo un bloccaggio dei freni troppo lungo) e di gameplay oltre a un vasto numero di componenti multiplayer competitivi e co-operativi.
I tempi sul giro sono più simili a quelli reali e saranno più alti nelle prove libere e nella gara, e più bassi durante le qualifiche. Durante le gare sono divenuti più frequenti gli incidenti tra i piloti controllati dal COM, soprattutto al giro di partenza ai livelli di difficoltà Professionista e Leggenda. Da quest'anno sono anche presenti due freni (quello posteriore e quello anteriore), che bisogna alternare per non far degradare le gomme.

## Circuiti e team

### Lista dei piloti e dei team
F1 2012 include tutti i 24 piloti e le 12 squadre che hanno iniziato la stagione 2012 di Formula 1.
| Team                                | No. | Piloti             |
| ----------------------------------- | --- | ------------------ |
| Red Bull Racing Renault             | 1   | Sebastian Vettel   |
| Red Bull Racing Renault             | 2   | Mark Webber        |
| Vodafone McLaren Mercedes           | 3   | Jenson Button      |
| Vodafone McLaren Mercedes           | 4   | Lewis Hamilton     |
| Scuderia Ferrari                    | 5   | Fernando Alonso    |
| Scuderia Ferrari                    | 6   | Felipe Massa       |
| Mercedes AMG Petronas F1 Team       | 7   | Michael Schumacher |
| Mercedes AMG Petronas F1 Team       | 8   | Nico Rosberg       |
| Lotus Renault                       | 9   | Kimi Räikkönen     |
| Lotus Renault                       | 10  | Romain Grosjean    |
| Sahara Force India F1 Team Mercedes | 11  | Paul di Resta      |
| Sahara Force India F1 Team Mercedes | 12  | Nico Hülkenberg    |
| Sauber F1 Team Ferrari              | 14  | Kamui Kobayashi    |
| Sauber F1 Team Ferrari              | 15  | Sergio Pérez       |
| Scuderia Toro Rosso Ferrari         | 16  | Daniel Ricciardo   |
| Scuderia Toro Rosso Ferrari         | 17  | Jean-Éric Vergne   |
| Williams Renault                    | 18  | Pastor Maldonado   |
| Williams Renault                    | 19  | Bruno Senna        |
| Caterham Renault                    | 20  | Heikki Kovalainen  |
| Caterham Renault                    | 21  | Vitalij Petrov     |
| HRT F1 Team Cosworth                | 22  | Pedro de la Rosa   |
| HRT F1 Team Cosworth                | 23  | Narain Karthikeyan |
| Marussia Cosworth                   | 24  | Timo Glock         |
| Marussia Cosworth                   | 25  | Charles Pic        |

### Lista dei circuiti
F1 2012 contiene l'intero calendario formato da 20 circuiti tra cui il nuovo Circuito delle Americhe che ospita il Gran Premio degli Stati Uniti e il ritorno per gli anni pari dell'Hockenheim che ospita il Gran Premio di Germania. C'è anche il ritorno del Gran Premio del Bahrain sul circuito di Manama.
| No. | Gran Premio          | Circuito                         |
| --- | -------------------- | -------------------------------- |
| 1   | GP d'Australia       | Albert Park Circuit              |
| 2   | GP della Malesia     | Sepang International Circuit     |
| 3   | GP di Cina           | Shanghai International Circuit   |
| 4   | GP del Bahrain       | Circuito di Manama               |
| 5   | GP di Spagna         | Circuito di Barcellona-Catalogna |
| 6   | GP di Monaco         | Circuito di Monte Carlo          |
| 7   | GP del Canada        | Circuit Gilles Villeneuve        |
| 8   | GP d'Europa          | Valencia Street Circuit          |
| 9   | GP di Gran Bretagna  | Silverstone Circuit              |
| 10  | GP di Germania       | Hockenheim                       |
| 11  | GP d'Ungheria        | Hungaroring                      |
| 12  | GP del Belgio        | Circuito di Spa-Francorchamps    |
| 13  | GP d'Italia          | Autodromo nazionale di Monza     |
| 14  | GP di Singapore      | Singapore Street Circuit         |
| 15  | GP del Giappone      | Suzuka Circuit                   |
| 16  | GP di Corea          | Korean International Circuit     |
| 17  | GP d'India           | Buddh International Circuit      |
| 18  | GP di Abu Dhabi      | Yas Marina Circuit               |
| 19  | GP degli Stati Uniti | Circuito delle Americhe          |
| 20  | GP del Brasile       | Autódromo José Carlos Pace       |

## Sviluppo
Il 16 marzo 2012, Codemasters ha pubblicato un video che segue il direttore creativo di F1 2012.
In occasione dell'Electronic Entertainment Expo 2012 svoltosi dal 5 al 7 giugno 2012 a Los Angeles sono state svelate ulteriori novità sul gameplay sul circuito delle Americhe, in cui è stato possibile guidare la McLaren di Lewis Hamilton in modalità time trial.
Il primo trailer è stato pubblicato il 5 giugno 2012.